# 성한수
성한수(1976년 3월 27일 ~ )은 대한민국의 전 축구 선수이자 현 축구 지도자로 현 김천 상무의 수석 코치을 맡고 있으며 선수 시절 포지션은 센터포워드였다.